# بنجامین کلمان
بنجامین کلمان (انگلیسی: Benjamin Clément؛ زادهٔ ۱۰ دسامبر ۱۹۶۶) بازیکن فوتبال اهل فرانسه است.
از باشگاه‌هایی که در آن بازی کرده‌است می‌توان به باشگاه فوتبال ستاره سرخ، باشگاه فوتبال موناکو، و باشگاه فوتبال سوشو اشاره کرد.